# Jamie Lilly
Pour les articles homonymes, voir Lilly.
Jamie Nicole Lilly, née le 9 février 1983 à San Diego, est une coureuse cycliste américaine, spécialiste du BMX et du four-cross en VTT.
Elle est devenue l'une des premières femmes professionnelles de l'American Bicycle Association (ABA) lorsqu'ils ont pour la première fois créé une division professionnelle féminine en 1998.
Elle arrête sa carrière à l'issue de la saison 2004 après de nombreuses blessures au genou. Elle essaye de reprendre sa carrière en 2006, puis en 2017, sans obtenir de résultats notables.

## Palmarès en BMX

### Championnats du monde
- Córdoba 2000
  -  Championne du monde de BMX juniors
- Louisville 2001
  -  Médaillée de bronze du BMX juniors

## Palmarès en VTT

### Coupe du monde
- Coupe du monde de four-cross
  - 2003 : 4e du classement général, podium sur la manche de Mont-Sainte-Anne[3]